# Timur Miroshnychenko
Timur Valeriyovych Miroshnychenko (en ucraniano: Тімур Валерійович Мірошниченко) es un presentador ucraniano del canal UA:Pershyi. Es el comentarista ucraniano del Festival de la Canción de Eurovisión. Fue el presentador del Festival de la Canción de Eurovisión Junior 2009 y 2013. También copresentó el Festival de la Canción de Eurovisión 2017 junto con Oleksandr Skichko y Volodymyr Ostapchuk.